# Mecyna auralis
Mecyna auralis là một loài bướm đêm trong họ Crambidae.